# پودکوموک
پودکوموک (به لاتین: Podkumok) یک رود در روسیه است که در سرزمین استاوروپول واقع شده‌است.